# God’s Country (Lied)
God’s Country (englisch Gottes Land) ist ein Country-Rock-Song des US-amerikanischen Country-Sängers Blake Shelton. Es erschien am 29. März 2019 über Warner Bros. als erste Single der Kompilation Fully Loaded: God's Country. Das Stück war Sheltons 14. Nummer-eins-Hit in den US-Country-Charts. 

## Inhalt
God’s Country ist ein Country-/Southern-Rock-Song, der von Devin Dawson, Jordan Schmidt, und Hardy geschrieben wurde. God’s Country ist 3:25 Minuten lang, wurde in der Tonart B-Dur geschrieben und weist ein Tempo von 140 BPM auf. Produziert wurde das Lied von Scott Hendricks.
Hardy dachte zunächst darüber nach, das Lied selber aufzunehmen. Er einigte sich schließlich mit den anderen Autoren darauf, den Titel anderen Sängern anzubieten. 
. Schließlich nahm Shelton den Song auf. Er sagt über das Stück, seiner Überzeugung nach sei es egal, wo man herkäme oder wo man stehe, man befände sich in „Gottes Land“.

## Musikvideo
Für das Lied wurde ein Musikvideo gedreht, bei dem Sophie Muller Regie führte. Das Video wurde innerhalb von vier Tagen in und um Tishomingo in Oklahoma gedreht und erschien am 12. April 2019. Das Video zeigt Shelton singend und arbeitend auf einer Farm. Zwischendurch werden historische Aufnahmen von Dust Bowls gezeigt, einer Serie von Staubstürmen, die in den 1930er Jahren große Teile Nordamerikas heimsuchten.

## Rezeption

### Rezensionen
Chris Parton vom Onlinemagazin Taste of Country beschrieb das Lied als „gewagt“ und mit einem „klageliedartig-bluesigem Gefühl“. Blake Shelton liefere einen „trotzigen Refrain“, der „eine spannende Mischung aus Rock und Country enthält“. Chris Parton vom Onlinemagazin Sounds Like Nashville schrieb über das Musikvideo, dass hier das „aufs Korn nehmen der Klischees auf ein neues Level gebracht wird“. Gunther Matejka vom Onlinemagazin Country Music News bezeichnete das Lied als „modernen, rockigen, düsteren, geheimnisvollen, mit einer unheilschwangeren Kirchenglocke untermalten Country-Rock“.

### Chartplatzierungen
| ChartsChartplatzierungen               | Höchstplatzierung | Wochen |
| -------------------------------------- | ----------------- | ------ |
| Vereinigte Staaten (Billboard)         | 17 (23 Wo.)       | 23     |
| Vereinigte Staaten (Billboard Country) | 1 (26 Wo.)        | 26     |

## Auszeichnungen

### Musikverkäufe
| Land/Region               | Auszeichnungen für Musikverkäufe (Land/Region, Auszeichnung, Verkäufe) | Verkäufe  |
| ------------------------- | ---------------------------------------------------------------------- | --------- |
| Kanada (MC)               | Platin                                                                 | 80.000    |
| Vereinigte Staaten (RIAA) | 4× Platin                                                              | 4.000.000 |
| Insgesamt                 | 5× Platin ·                                                            | 4.080.000 |

### Musikpreise
| Preis                            | Jahr | Kategorie                     | Resultat  |
| -------------------------------- | ---- | ----------------------------- | --------- |
| Academy of Country Music Awards  | 2020 | Single of the Year            | Gewonnen  |
| Academy of Country Music Awards  | 2020 | Music Video of the Year       | Nominiert |
| American Music Awards            | 2019 | Favorite Country Song         | Nominiert |
| Billboard Music Awards           | 2020 | Top Country Song              | Nominiert |
| Billboard Music Awards           | 2020 | Top Selling Song              | Nominiert |
| Country Music Association Awards | 2019 | Single of the Year            | Gewonnen  |
| Country Music Association Awards | 2019 | Music Video of the Year       | Nominiert |
| Grammy Awards                    | 2020 | Best Country Solo Performance | Nominiert |
| iHeartRadio Music Awards         | 2020 | Country Song of the Year      | Nominiert |